# アグラット・バット・マハラト
アグラット・バット・マハラト（Agrat bat Mahlat、אגרת בת מחלת)は、ユダヤの神話における女悪魔。

## 語源
マハラトとアグラットは固有名詞であり、バットは「～の娘」（ヘブライ語）を意味する。したがって、アグラット・バット・マハラトは、「マハラトの娘のアグラット」を意味する。

## 古代のテキストにおいて
ゾーハルに基づいたカバラでは、彼女は悪魔の女王であり、大天使のサマエルとつがいとなった神聖娼婦の4人の天使の一人である。彼女の仲間のサキュバスは、リリス、ナアマ、エイシェト・ゼヌニムである。ヤルクト・ハダシュのラビ文学では、彼女は水曜日と土曜日の前夜に、彼女の馬車と霊的破壊の使者・天使18人が乗った列車と共に空中を彷徨う「屋根の上で踊る悪魔」である。彼女は自分の母親、あるいは祖母であるリリスの唸り声を傍らにして踊る。彼女はまた、魔法の秘密をユダヤ人の賢者アメマーに伝えた「魔女の女王」である。
伝説によると、ソロモンが言及した悪霊とその指導者アグラットは全員、船のような魔法のランプの中に入れられ、死海の崖の洞窟の中に置かれていた。アグラット・バット・マフラトが入ったそのランプは、ダビデ王によって発見され、その後、彼はアグラットと非常に親しくなり、彼女はダビデ王と一緒になり、カンビオンの息子である悪魔の王アスモデウスを産んだ。いくつかの学者は、アスモデウスは貪欲や色欲などの悪魔の王であると主張しているが、学者のもう一つのグループは、アスモデウスが更に多くの無名の悪魔の王だったと述べている。
ソロモンとダビデの時代の約1000年後、「ハニナ・ベン・ドーサとラビ、アバイエの精神的干渉」として広く知られる別の干渉が起こったが、それは彼女による人間に対する邪悪な力を抑制した。
ドナルド・タイソンのようないくつかの作家は、彼女をリリスやその原型となったリリートゥと関連付けており、リリンと関連付けられることもある。